# Pentanychus
Pentanychus is een geslacht van hooiwagens uit de familie Pentanychidae.
De wetenschappelijke naam Pentanychus is voor het eerst geldig gepubliceerd door Briggs in 1971. 

## Soorten
Pentanychus omvat de volgende 5 soorten:
- Pentanychus bilobatus
- Pentanychus clavatus
- Pentanychus flavescens
- Pentanychus hamatus
- Pentanychus pacificus